# Järna station
Järna är en station på Stockholms pendeltågsnät,  belägen i tätorten Järna i Södertälje kommun.
Stationen ligger vid Västra stambanan, 48 km från Stockholms centralstation och trafikeras av linjen Södertälje - Gnesta. Den har en mittplattform med vänthall som nås via gångtunnel under spåren. Stationen har cirka 900 påstigande en genomsnittlig vintervardag (2013). 

## Historik
Stationen öppnades 1861. 1913 anknöts Nyköpingsbanan. Ett antal stationshus har funnits på platsen. Det första stationshuset var av trä, men ansågs tidigt för litet och 1883 blev det personalbostäder och flyttades.
Den andra stationshuset byggdes av sten. Det tredje stationshuset uppfördes 1915 och revs 1993.

## Bilder

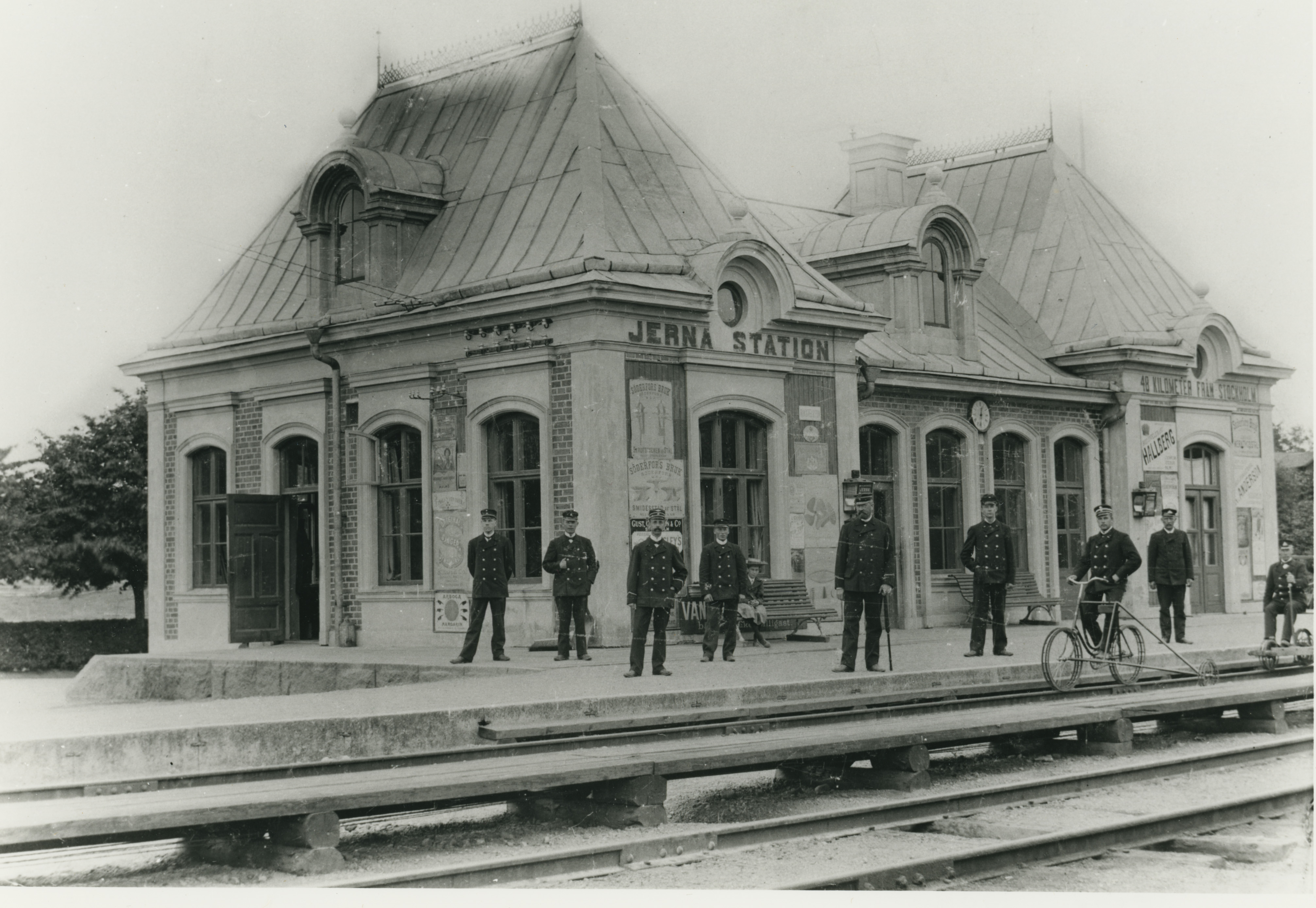
När stationshuset byggdes under 1880-talet fanns det bland annat ett kungligt vänterum.
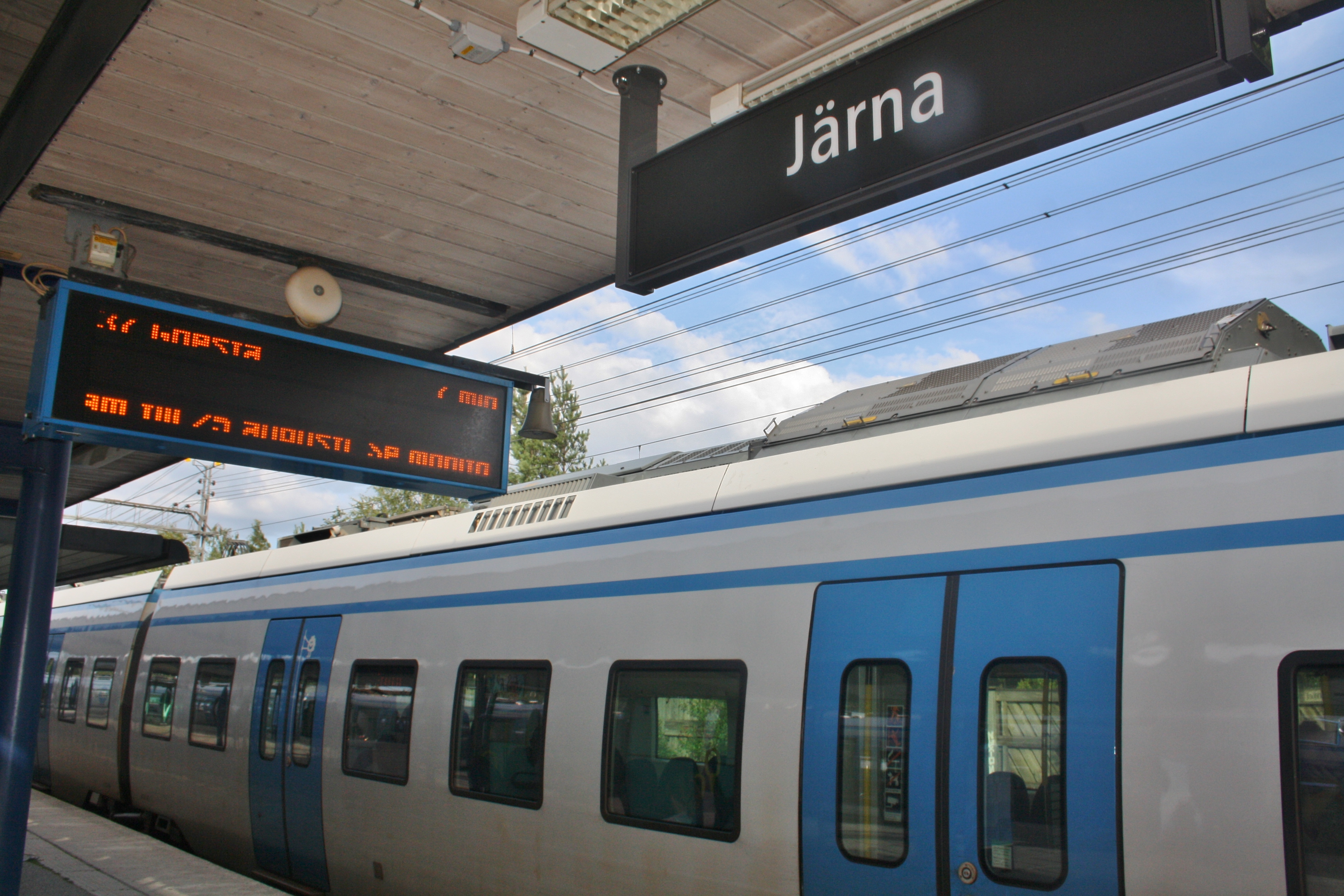
X60 i Järna
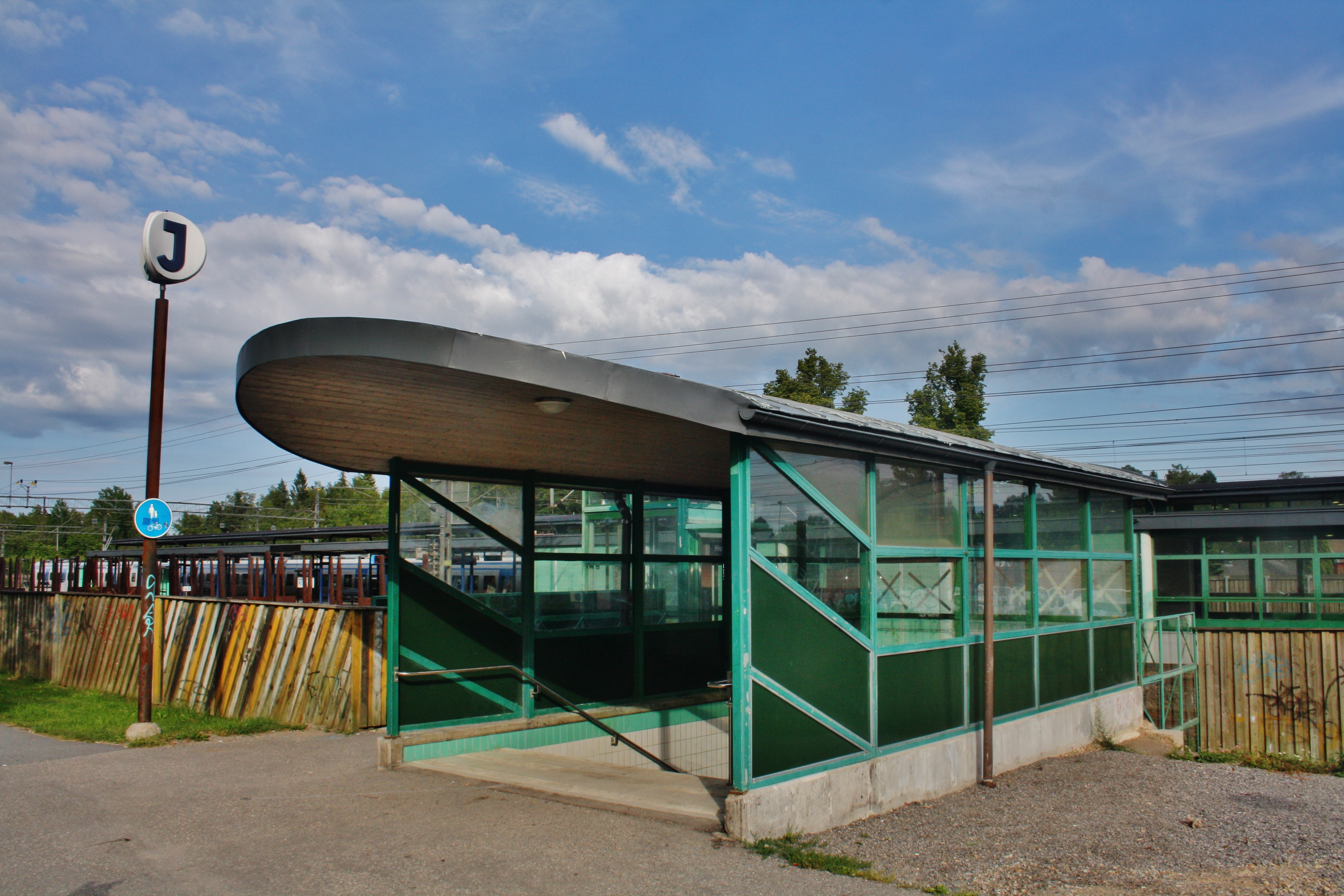
Ingång till stationen
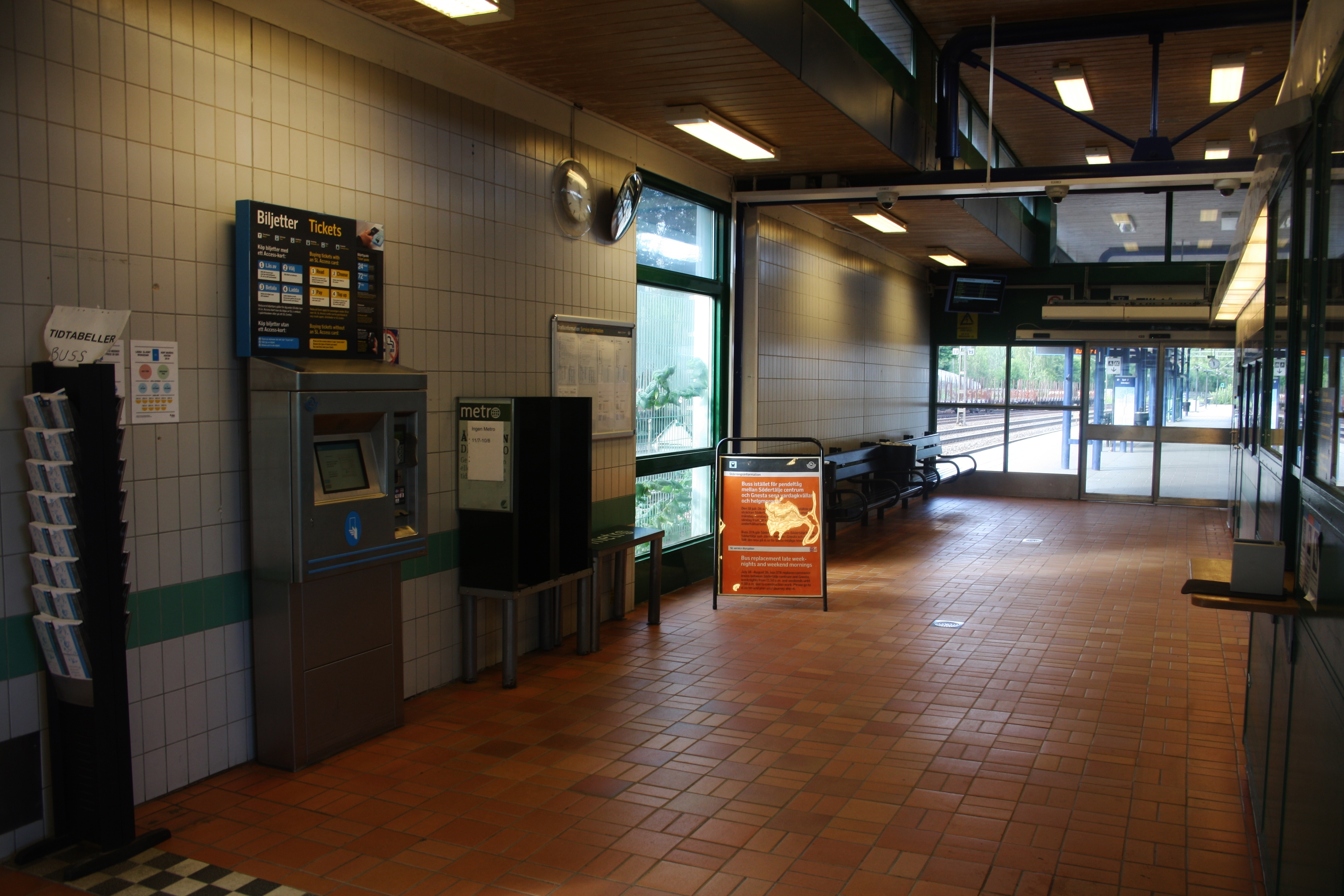
Vänthallen med spärrkiosk i Järna
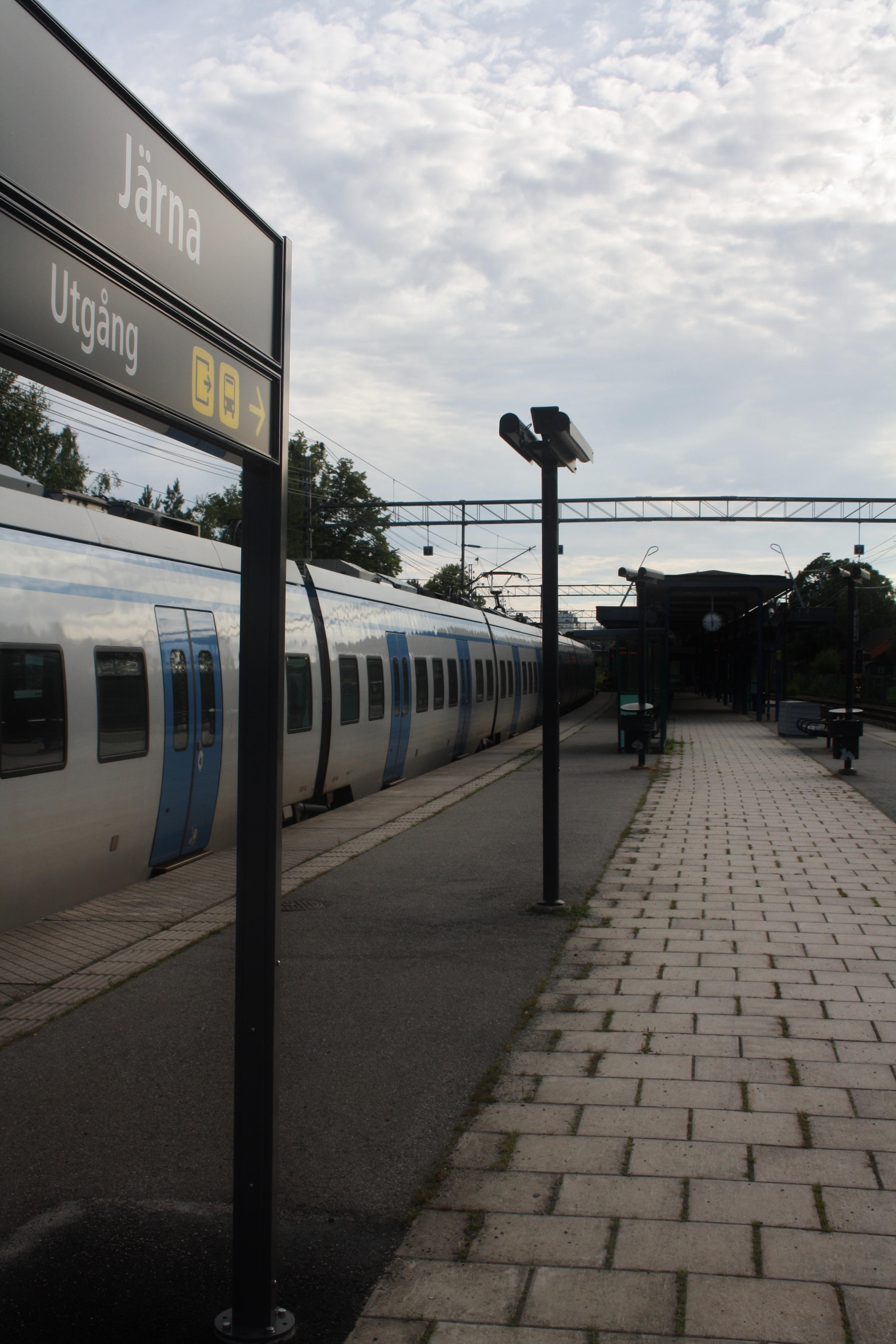
Perrongen i Järna med X60